# Faparthum
Faparthum – gaun wikas samiti w zachodniej części Nepalu w strefie Gandaki w dystrykcie Syangja. Według nepalskiego spisu powszechnego z 2001 roku liczył on 636 gospodarstw domowych i 2961 mieszkańców (1645 kobiet i 1316 mężczyzn).